# Sesia (papillon)
Pour les articles homonymes, voir Sesia (homonymie).
Genre
Sesia est un genre de lépidoptères (papillons) de la famille des Sesiidae.

## Liste des espèces
Selon BioLib (21 janvier 2022) :
- Sesia apiformis (Clerck, 1759) — la Sésie apiforme ou Sésie du peuplier.
- Sesia bembeciformis (Hübner, 1806) — la Sésie bembex ou Sésie du saule.
- Sesia cephiformis Ochsh.
- Sesia culiciformis L.
- Sesia flavicollis (Hampson, 1893)
- Sesia formicaeformis Esp.
- Sesia gloriosa (Le Cerf, 1914)
- Sesia himachalensis Kallies & de Freina, 2009
- Sesia huaxica Xu, 1995
- Sesia ignicollis (Hampson, 1893)
- Sesia ladakhensis Špatenka, 1990
- Sesia melanocephala Dalman, 1816
- Sesia melanocephala Dalman, 1816
- Sesia nirdhoji Petersen & Lingenhöle, 1998
- Sesia oberthueri (Le Cerf, 1914)
- Sesia ommatiaeformis (Moore, 1891)
- Sesia pimplaeformis  Oberthür, 1872
- Sesia przewalskii (Alpheraky, 1882)
- Sesia repanda (Walker, 1856)
- Sesia ruficollis Petersen & Lingenhöle, 1998
- Sesia siningensis (Hsu, 1981)
- Sesia solitera Špatenka & Arita, 1992
- Sesia spartani Eichlin & Taft, 1988
- Sesia spheciformis Gerning.
- Sesia tibetensis Arita & Xu, 1994b
- Sesia tibialis (Harris, 1839)
- Sesia timur (Grum-Grshimailo, 1893)
- Sesia yezoensis (Hampson, 1919)